# 44e législature de l'Assemblée fédérale suisse
La 44e législature des Chambres fédérales s'étend du 25 novembre 1991 au 3 décembre 1995. Elle correspond à la 44e législature du Conseil national, intégralement renouvelé lors des élections fédérales de 1991.